# پنجه میمون (فیلم ۱۹۳۳)
پنجه میمون (انگلیسی: The Monkey's Paw) فیلمی در ژانر ترسناک به کارگردانی ارنست بی. شودزاک است که در سال ۱۹۳۳ منتشر شد.